# Grand Prix Beerens 2022
La 2e édition du Grand Prix Beerens a eu lieu le 4 septembre 2022. La course fait partie du calendrier international féminin UCI 2022 en catégorie 1.1. Elle est remportée par la Néerlandaise Marjolein van 't Geloof.

## Présentation

### Équipes
| Équipes féminines continentales (11)- AG Insurance NXTG - Andy Schleck-CP NVST-Immo Losch - Awol O'Shea - Atom Deweloper-Posciellux.pl-Wrocław - Bingoal-Chevalmeire-Van Eyck Sport - Lotto Soudal Ladies - Le col-Wahoo - Multum Accountants - Plantur-Pura - Parkhotel Valkenburg - Rupelcleaning Équipe nationale- Canada Équipe féminines amateur (13)- A.S.D. Women - Bianchi Hunt Morvelo - Belco-Van Eyck - Bingoal WB Ladies - Hoop Op Zegen Beveren - Isorex - Keukens Redant - KDM-Pack - Proximus-Alphamotorhomes - Vondelmolen De Ceuster - WV Schijndel - WV De Waardrenner - Watersley R&D |
| |

### Parcours
Le parcours est parfaitement plat. Un circuit long de 25,2 km est effectué trois fois. Il est suivi par quatre tours long de 14,5 km,.

## Récit de la course
Flora Perkins et Nathalie Bex forment une échappée. Leur avance ne dépasse jamais les trente secondes. Elles sont reprises dans le final. Au sprint, Marjolein Van ’t Geloof s'impose devant sa coéquipière Jesse Vandenbulcke.

## Classements

### Classement final
| \| Classement général \| Classement général \| Classement général \| Classement général \| Classement général \| \| Coureuse \| Coureuse \| Pays \| Équipe \| Temps \| \| ------------------ \| ----------------------- \| ------------------ \| ---------------------------------- \| ------------------ \| \| 1re \| Marjolein van 't Geloof \| Pays-Bas \| Le Col-Wahoo \| 3 h 16 min 07 s \| \| 2e \| Jesse Vandenbulcke \| Belgique \| Le Col-Wahoo \| + 0 s \| \| 3e \| Marith Vanhove \| Belgique \| Parkhotel Valkenburg \| + 0 s \| \| 4e \| Susanne Meistrok \| Pays-Bas \| Proximus-Alphamotorhomes \| + 0 s \| \| 5e \| Danique Braam \| Pays-Bas \| Bingoal-Chevalmeire-Van Eyck Sport \| + 0 s \| \| 6e \| Kelly Druyts \| Belgique \| Bingoal-Chevalmeire-Van Eyck Sport \| + 0 s \| \| 7e \| Marthe Truyen \| Belgique \| Plantur-Pura \| + 0 s \| \| 8e \| Katrijn De Clercq \| Belgique \| Lotto Soudal Ladies \| + 0 s \| \| 9e \| Scarlett Souren \| Pays-Bas \| WV Schijndel \| + 0 s \| \| 10e \| Coralie Levesque \| Canada \| Canada \| + 0 s \| |                         |          |                                    |                 |
| |                         |          |                                    |                 |
| |                         |          |                                    |                 |
| Classement général |                         |          |                                    |                 |
| Coureuse | Coureuse                | Pays     | Équipe                             | Temps           |
| 1re | Marjolein van 't Geloof | Pays-Bas | Le Col-Wahoo                       | 3 h 16 min 07 s |
| 2e | Jesse Vandenbulcke      | Belgique | Le Col-Wahoo                       | + 0 s           |
| 3e | Marith Vanhove          | Belgique | Parkhotel Valkenburg               | + 0 s           |
| 4e | Susanne Meistrok        | Pays-Bas | Proximus-Alphamotorhomes           | + 0 s           |
| 5e | Danique Braam           | Pays-Bas | Bingoal-Chevalmeire-Van Eyck Sport | + 0 s           |
| 6e | Kelly Druyts            | Belgique | Bingoal-Chevalmeire-Van Eyck Sport | + 0 s           |
| 7e | Marthe Truyen           | Belgique | Plantur-Pura                       | + 0 s           |
| 8e | Katrijn De Clercq       | Belgique | Lotto Soudal Ladies                | + 0 s           |
| 9e | Scarlett Souren         | Pays-Bas | WV Schijndel                       | + 0 s           |
| 10e | Coralie Levesque        | Canada   | Canada                             | + 0 s           |

### Points UCI
| Position           | 1er | 2e | 3e | 4e | 5e | 6e | 7e | 8e | 9e | 10e | 11e | 12e | 13e à 15e | 16e à 25e |
| Classement général | 125 | 85 | 70 | 60 | 50 | 40 | 35 | 30 | 25 | 20  | 15  | 10  | 5         | 3         |

### Prix
Les prix suivants sont distribués :
| Position | 1er   | 2e    | 3e    | 4e    | 5e    | 6e    | 7e    | 8e    | 9e    | 10e  |
| Prix     | 560 € | 485 € | 400 € | 250 € | 220 € | 205 € | 195 € | 174 € | 160 € | 90 € |

Les coureuses placées de la 11e à la 20e place  repartent avec 90 €.
Un prix de monts rapporte 150 €. La victoire attribut en outre un bon d'achat de 250 € en vêtements.